# Timor Est ai Giochi della XXXI Olimpiade
Timor Est ha partecipato ai Giochi della XXXI Olimpiade, che si sono svolti a Rio de Janeiro, Brasile, dal 5 al 21 agosto 2016, con una delegazione di tre atleti impegnati in tre discipline: atletica leggera e ciclismo. Portabandiera alla cerimonia di apertura è stata la ciclista Francelina Cabral, alla sua prima Olimpiade.
Si è trattato della quarta partecipazione di questo paese ai Giochi estivi. Così come nelle precedenti edizioni, non sono state conquistate medaglie.

## Partecipanti

### Atletica leggera
- 1500 m maschili - 1 atleta (Augusto Ramos Soares)
- 1500 m femminili - 1 atleta (Nélia Martins)

### Ciclismo
- Mountain-bike femminile - 1 atleta (Francelina Cabral)